# 福島コンピューターシステム
福島コンピューターシステムは、福島県郡山市に本社を置き、エンジニアの派遣業務(SES契約)およびソフトウェア開発を主体とした日本のIT企業である。
昭和58年に株式会社福島情報処理センターからソフト開発・機器販売の部署が分離独立によって設立された。

## 沿革
- 1983年12月16日 -  株式会社福島情報処理センターよりソフトウェア開発部門、OA販売部門を分離独立
- 1989年 - いわき事業所開設
- 1990年 - 新社屋落成
- 2008年 - 創立25周年
- 2018年 - 相双営業所開所